# Atlanta Falcons
Atlanta Falcons je profesionální tým amerického fotbalu, který sídlí Atlantě ve státě Georgie. V současné době je členem South Division (Jižní divize) National Football Conference (NFC, Národní fotbalové konference) National Football League (NFL, Národní fotbalové ligy). Falcons hrají svá domácí utkání v Mercedes-Benz Stadium od roku 2017.
Falcons rozšířili řady NFL v roce 1965 poté, co jim tuto nabídku předložilo vedení NFL, aby se nepřipojil ke konkurenční AFL. Jejich prvním a jediným Super Bowlem byl ten v roce 1999, ve kterém prohráli s Denverem Broncos 19:34.
V průběhu posledních let se Falcons, pod vedením generálního manažera Thomase Dimitroffa, trenéra Dana Quinna a quarterbacka Matta Ryana stali jedním z nejlepších týmu ligy.

## Týmová historie
V roce 1965 byl postaven Atlanta – Fulton County Stadium a vedení města se rozhodlo, že do Atlanty přivede profesionální fotbal. Jedna skupina chtěla vstoupit do AFL, druhá do NFL. V létě 1965 bylo rozhodnuto, že stadion se převede na nově vzniklý tým. Komisionář NFL Pete Rozelle stál o to, aby se nový tým stal součástí NFL, což se mu nakonec povedlo. Vlastník Falcons Rankin Smith zaplatil 8,5 milionů dolarů za udělení licence, což byla v té době nejvyšší cena za licenci v historii NFL.
Falcons své první utkání odehráli s týmem Philadelphia Eagles, ve kterém prohráli. V roce 1978 se dostali do prvního playoff. Sehráli ho s týmem Dallas Cowboys, které ale prohráli.
V roce 1989 draftovali v prvním kole cornerbacka Deiona Sanderse. Deion Sanders se stal legendou, navíc to byl hráč, který hrál i v MLB za týmy New York Yankees a Atlanta Braves.
V roce 1991 Falcons draftovali quarterbacka Bretta Favreho, pozdějšího velkého hráče Green Bay Packers, kam ho vyměnili v roce 1992. V témže roce se tým přestěhoval na nový stadion – Georgia Dome.
V roce 1998 se tým dostal vůbec poprvé do Super Bowlu. Zde se utkali s obhájci trofeje s týmem Denver Broncos a Falcons toto finále prohráli.
V draftu roku 2001 si Falcons vyměnili výběry s týmem San Diego Chargers a vybrali si quarterbacka Michaela Vicka. Ten v sezóně 2006 naběhal jako první quarterback v historii přes 1000 yardů (1039 yardů). Před sezónou 2007 byl Michael Vick odsouzený za účast při nelegálních zvířecích soubojích a dostal trest 23 měsíců nepodmíněně. Po vyhlášení rozsudku byl Michael Vick vyhozen z Falcons.
V roce 2008 došlo v týmu k velkým změnám. Z týmu New England Patriots přišel nový generální manažer Thomas Dimitroff a z týmu Jacksonville Jaguars přišel nový trenér Mike Smith. Navíc tým jako třetího v pořadí draftoval quarterbacka Matta Ryana. Po skončení sezóny byl Matt Ryan vybrán novináři jako nováček roku a Mike Smith byl vyhlášen nejlepší trenér.
Před draftem v roce 2011 si vyměnily výběry s Clevelandem Browns a získali do týmu wide receivera Julia Jonese. Julio Jones spolu se svými spoluhráči Tony Gonzalesem, Roddy Whitem vytvořili „Velkou trojku“.
Falcons vlítli do sezóny 2012 a v prvních 8 zápasech neprohráli (nejlepší vstup do sezóny v historii týmu). Základní část skončili s výsledkem 13-3 a postoupili do playoff. Zde prohráli ve druhém kole s pozdějšími finalisty s týmem San Francisco 49ers.

## Hráči

### Členové Síně slávy profesionálního fotbalu

#### Hráči
- 1967 - Tommy McDonald
- 1993 - Eric Dickerson
- 1995 - Chris Doleman
- 2011 - Deion Sanders
- 2014 - Claude Humphrey
- 2016 - Brett Favre
- 2017 - Morten Andersen
- 2019 - Tony Gonzalez

#### Funkcionáři
- Norm Van Brocklin - trenér

### Draft
Hráči draftovaní v prvním kole za posledních deset sezón:
| Rok  | Pořadí | Jméno hráče                  | Pozice                 | Univerzita                              |
| 2010 | 19     | Sean Weatherspoon            | Linebacker             | University of Missouri                  |
| 2011 | 6      | Julio Jones                  | Wide receiver          | University of Alabama                   |
| 2012 |        | nikdo                        |                        |                                         |
| 2013 | 22     | Desmond Trufant              | Cornerback             | University of Washington                |
| 2014 | 6      | Jake Matthews                | Offensive tackle       | Texas A&M University                    |
| 2015 | 8      | Vic Beasley                  | Outside linebacker     | Clemson University                      |
| 2016 | 17     | Keanu Neal                   | Strong safety          | University of Florida                   |
| 2017 | 26     | Takkarist McKinley           | Defensive end          | University of California, Los Angeles   |
| 2018 | 26     | Calvin Ridley                | Wide receiver          | University of Alabama                   |
| 2019 | 14 31  | Chris Lindstrom Kaleb McGary | Guard Offensive tackle | Boston College University of Washington |